# Atletismo nos Jogos Olímpicos de Verão de 2016 - 10000 m masculino

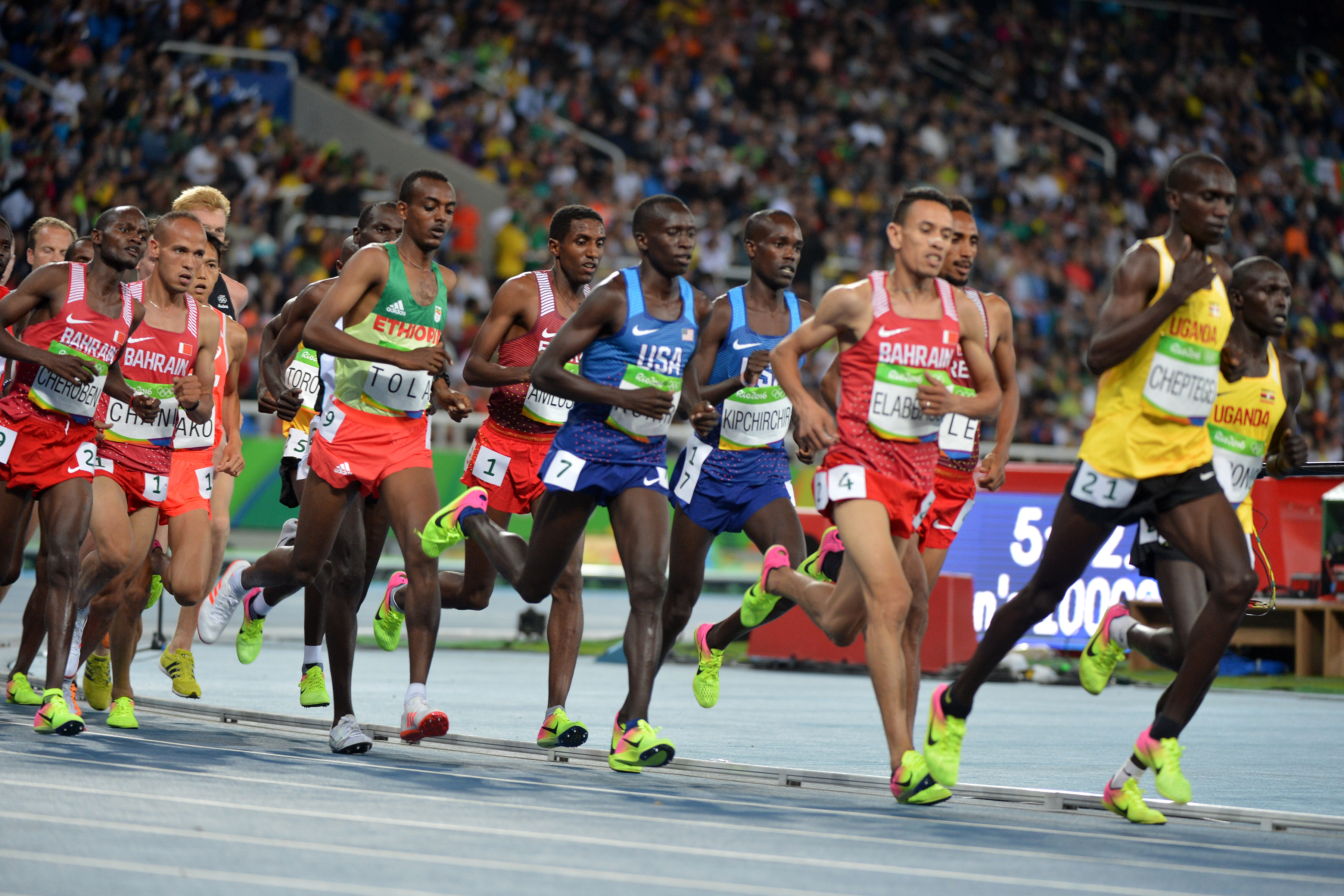
Atletas durante a prova.

A competição dos 10000 metros rasos masculino do atletismo nos Jogos Olímpicos de Verão de 2016 aconteceu no dia 13 de agosto no Estádio Olímpico.

## Calendário
Horário local (UTC-3).
| Data                         | Horário | Fase  |
| ---------------------------- | ------- | ----- |
| Sábado, 13 de agosto de 2016 | 21:27   | Final |

## Medalhistas
| Ouro   | GBR Mo Farah     |
| Prata  | KEN Paul Tanui   |
| Bronze | ETH Tamirat Tola |

## Recordes
Antes desta competição, os recordes mundiais e olímpicos da prova eram os seguintes:
| Tipo | Atleta          | Tempo    | Local    | Data                 |
| ---- | --------------- | -------- | -------- | -------------------- |
|      | Kenenisa Bekele | 26:17.53 | Bruxelas | 26 de agosto de 2005 |
|      | Kenenisa Bekele | 27:01.17 | Pequim   | 17 de agosto de 2008 |

## Resultados
| Pos.              | Atleta                    | CON                | Tempo    | Notas                |
| ----------------- | ------------------------- | ------------------ | -------- | -------------------- |
| Medalha de ouro   | Mo Farah                  | GBR Grã-Bretanha   | 27:05.17 |                      |
| Medalha de prata  | Paul Tanui                | KEN Quênia         | 27:05.64 | Recorde da temporada |
| Medalha de bronze | Tamirat Tola              | ETH Etiópia        | 27:06.26 |                      |
| 4                 | Yigrem Demelash           | ETH Etiópia        | 27:06.27 |                      |
| 5                 | Galen Rupp                | USA Estados Unidos | 27:08.92 | Recorde da temporada |
| 6                 | Joshua Cheptegei          | UGA Uganda         | 27:10.06 | Recorde pessoal      |
| 7                 | Bedan Karoki Muchiri      | KEN Quênia         | 27:22.93 |                      |
| 8                 | Zersenay Tadese           | ERI Eritreia       | 27:23.86 |                      |
| 9                 | Nguse Tesfaldet           | ERI Eritreia       | 27:30.79 | Recorde da temporada |
| 10                | Abraham Cheroben          | BRN Bahrein        | 27:31.86 | Recorde pessoal      |
| 11                | Geoffrey Kipsang Kamworor | KEN Quênia         | 27:31.94 |                      |
| 12                | Zane Robertson            | NZL Nova Zelândia  | 27:33.67 | Recorde nacional     |
| 13                | Polat Kemboi Arıkan       | TUR Turquia        | 27:35.50 | Recorde pessoal      |
| 14                | Leonard Essau Korir       | USA Estados Unidos | 27:35.65 | Recorde da temporada |
| 15                | Abadi Hadis               | ETH Etiópia        | 27:36.34 |                      |
| 16                | David McNeill             | AUS Austrália      | 27:51.71 |                      |
| 17                | Suguru Osako              | JPN Japão          | 27:51.94 |                      |
| 18                | Stephen Mokoka            | RSA África do Sul  | 27:54.57 |                      |
| 19                | Shadrack Kipchirchir      | USA Estados Unidos | 27:58.32 | Recorde da temporada |
| 20                | Bashir Abdi               | BEL Bélgica        | 28:01.49 |                      |
| 21                | Luis Ostos                | PER Peru           | 28:02.03 |                      |
| 22                | Moses Kurong              | UGA Uganda         | 28:03.38 |                      |
| 23                | Timothy Toroitich         | UGA Uganda         | 28:04.84 | Recorde da temporada |
| 24                | Goitom Kifle              | ERI Eritreia       | 28:15.99 |                      |
| 25                | Andy Vernon               | GBR Grã-Bretanha   | 28:19.36 | Recorde da temporada |
| 26                | El Hassan El-Abbassi      | BRN Bahrein        | 28:20.17 |                      |
| 27                | Olivier Irabaruta         | BDI Burundi        | 28:32.75 |                      |
| 28                | Ben St Lawrence           | AUS Austrália      | 28:46.32 |                      |
| 29                | Yuta Shitara              | JPN Japão          | 28:55.23 |                      |
| 30                | Kota Murayama             | JPN Japão          | 29:02.51 |                      |
| 31                | Ross Millington           | GBR Grã-Bretanha   | 29:14.95 |                      |
| 32                | Mohammed Ahmed            | CAN Canadá         | 29:32.84 |                      |
| –                 | Hassan Chani              | BRN Bahrein        | DNF      |                      |
| –                 | Ali Kaya                  | TUR Turquia        | DNF      |                      |

Legenda
| Recorde mundial      | Recorde mundial (World record)               |                       | Recorde africano                      | Recorde africano (African) |                                           | Q | Classificado por posição (Qualified) |
| Recorde olímpico     | Recorde olímpico (Olympic record)            | Recorde da América    | Recorde da América (Americas)         | q                          | Classificado por melhor tempo (Qualified) |   |                                      |
| Melhor marca do ano  | Melhor marca do ano (World leading)          | Recorde asiático      | Recorde asiático (Asian)              | DNS                        | Não largou (Did not start)                |   |                                      |
| Recorde nacional     | Recorde nacional (National record)           | Recorde europeu       | Recorde europeu (European)            | DNF                        | Não terminou (Did not finish)             |   |                                      |
| Recorde pessoal      | Recorde pessoal do atleta (Personal best)    | Recorde da Oceania    | Recorde da Oceania (Oceania)          | DSQ / DQ                   | Desclassificado (Disqualified)            |   |                                      |
| Recorde da temporada | Recorde da temporada do atleta (Season best) | Recorde sul-americano | Recorde sul-americano (South America) | NM                         | Sem marca (No mark)                       |   |                                      |